# Tsurumi Seisakusho
K.K. Tsurumi Seisakusho (jap. 株式会社鶴見製作所, engl. Tsurumi Manufacturing Co., Ltd.), besser bekannt unter der Marke Tsurumi Pump (ツルミポンプ, Tsurumi Pompu), ist ein japanischer Hersteller von Schmutz-, Klar- und Abwasserpumpen sowie Tauchbelüftern für Baugewerbe, Industrie, Kläranlagen und Feuerwehr. Mit einer Jahresproduktion von ca. 500.000 elektrischen Schmutzwassertauchpumpen zählt Tsurumi zu den größten Herstellern der Branche. Im Baugewerbe gilt Tsurumi als Weltmarktführer.
Tsurumi ist seit 1924 ausschließlich auf die Entwicklung, Herstellung und den Vertrieb von Wasserpumpen spezialisiert. Das Unternehmen Tsurumi Manufacturing Co., Ltd. mit Sitz in Osaka beschäftigte im Geschäftsjahr 2011 863 Mitarbeiter und erzielte Umsatz von umgerechnet rund 254 Millionen Euro. Tsurumi besitzt vier Fertigungsstätten, zwei in Japan, sowie je eine in Taiwan und China. Im Ausland besitzt Tsurumi sechs Tochtergesellschaften, zwei in China, sowie je eine in Taiwan, Singapur, den USA sowie Deutschland. Die deutsche Tochtergesellschaft Tsurumi (Europe) GmbH in Düsseldorf ist für den europäischen Markt zuständig und erzielte mit 25 Mitarbeitern einen Jahresumsatz von 17 Millionen Euro.

## Geschichte
1924 war Start der Fertigung von Bewässerungspumpen der Maschinenbauabteilung des damaligen Unternehmens Tsurumi Shōkai (鶴見商会, „Handelshaus Tsurumi“). Am 12. Februar 1948 kam es zur Gründung der Tsurumi Seisakusho, die am 24. Dezember 1951 die Rechtsform einer kabushiki-gaisha annahm. 1954 erfolgte der Start der Fertigung von tauchbaren Wasserpumpen. 1970 war die Eröffnung der Niederlassung in Taipei, Taiwan, 1976 der Niederlassung H&E Tsurumi Pump Co. Ltd. in Hong Kong, China, 1978 der Niederlassung Tsurumi (Singapore) Pte. Ltd. In Singapur, 1979 der Niederlassung Tsurumi (America) Inc. In Chicago, USA und 1983 der Niederlassung Tsurumi (Europe) GmbH in Düsseldorf. 1990 erfolgte ein Börsengang in Tokio und Osaka, Japan. 1994 folgte die Eröffnung der Fertigungsstätte in Kioto, Japan. 1997 war Einweihung der neuen Firmenzentrale in Osaka, Japan. 1997 war die Eröffnung der Fertigungsstätte in Taipei, Taiwan und 2002 der Fertigungsstätte in Shanghai, China.

## Produkte
Das Lieferprogramm umfasst rund 1800 verschiedene Pumpenmodelle mit Motorleistungen von 150 W bis 400 kW. In Europa vertreibt Tsurumi rund 250 Modelle mit bis zu 110 kW Motorleistung.
Im Programm finden sich elektrische Tauchmotorpumpen sowie nicht tauchbare Pumpen mit Elektro- oder Verbrennungsmotor. Eine spezielle Bauart stellen elektrische Tauchbelüfter zum Lufteintrag für die biologische Wasserklärung dar. Diese ermöglichen eine kostengünstigere Abwasserbehandlung im Vergleich zu herkömmlichen Verfahren. Die meisten Tsurumi-Pumpen werden in Kyōto in einer der modernsten und nach Unternehmensangaben weltgrößten Pumpenfabrik mit einer Jahreskapazität von einer Million Pumpen hergestellt.
Ein typisches Merkmal der meisten Pumpenserien ist ihr modularer Aufbau mit teilweise untereinander austauschbaren Bauteilen. So verbaut Tsurumi einen durch Fliehkraft wirkenden, patentierten, Ölverteiler, der dafür sorgt, dass die Wellenlager ausreichend geschmiert werden und die Pumpe trockenlaufsicher ist. Die innen liegende doppelte Gleitringdichtung sowie einzeln vergossene elektrische Leiter zum Schutz vor Kriechwasserschäden sind weitere Konstruktionsmerkmale.

## Vertrieb und Service
Tsurumi vertreibt seine Produkte in 45 Ländern. Von den Niederlassungen werden einzelne Projekte (i. d. R. Großkunden) auch direkt akquiriert und betreut. Das Händlernetz in Deutschland umfasst rund 250 Vertriebs- und Servicestellen. Die Ersatzteilversorgung für Europa ist in Düsseldorf konzentriert.